# Mortuary Sword

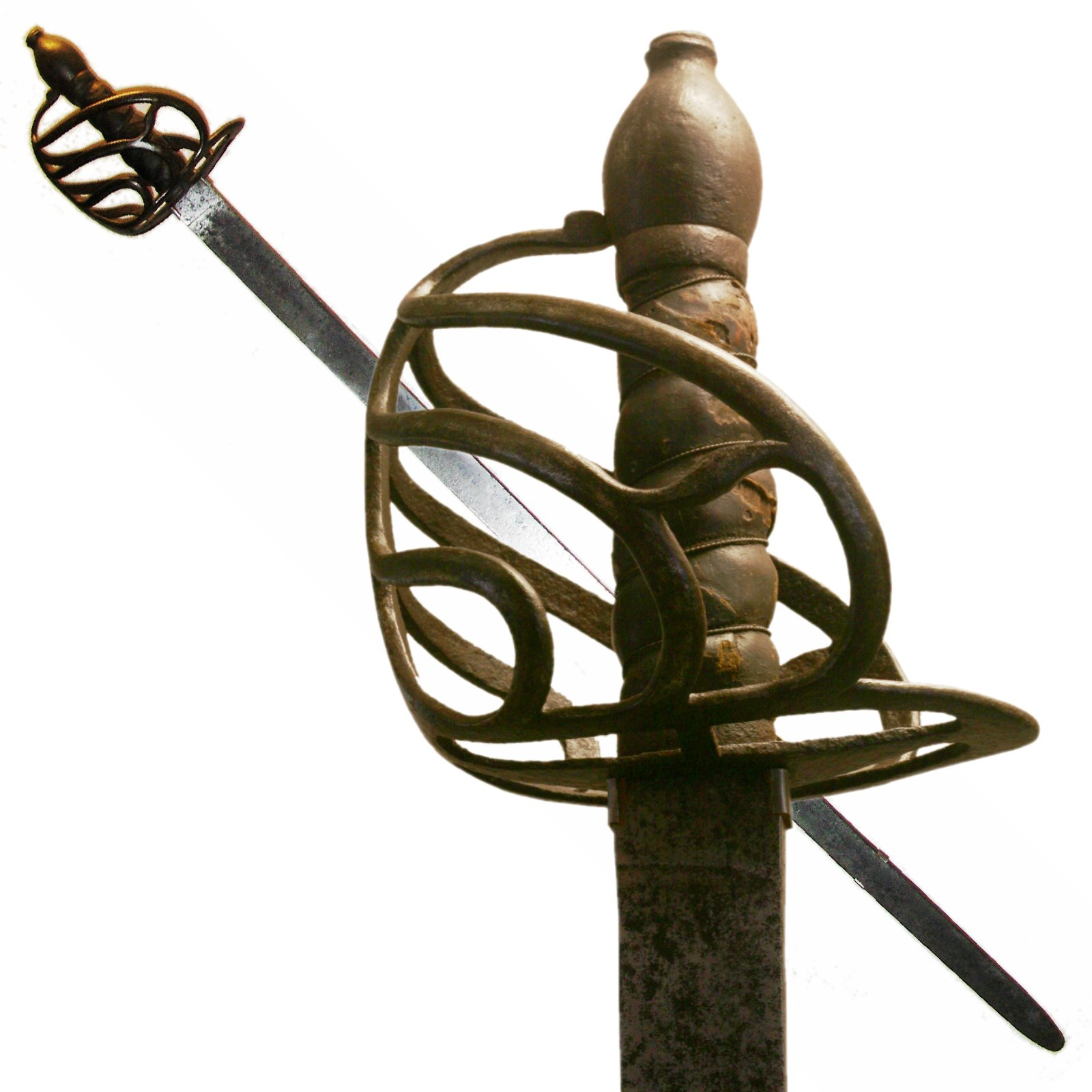
Mortuary Sword

Das Mortuary Sword (dt.: Todesschwert) ist ein englisches Schwert vom Beginn des 17. Jahrhunderts.

## Geschichte und Beschreibung
Das Mortuary Sword entstand zu Beginn des 17. Jahrhunderts in England. Es ist ein typisches Kavallerieschwert, vergleichbar mit einem Pallasch, dem englischen Basket Sword oder der italienischen Schiavona. Es wurde in dem Krieg gegen Schottland (1639 bis 1640), in den Kriegen der drei Königreiche (1644 bis 1651) und zu Beginn des englischen Bürgerkriegs von den britischen Dragonern (Dragoons) als Standardwaffe getragen. Das Mortuary Sword ist sogesehen der „Großvater“ aller nachfolgenden Korbschwerter des 18. und 19. Jahrhunderts. Der Name geht zurück auf Sammler des 19. Jahrhunderts, die diese Benennung geprägt haben (Oakeshott). Er soll an die Hinrichtung König Charles I. (1649) erinnern. Eine andere Namenerklärung ist, dass der Korb den Rippen im menschlichen Brustkorb ähnlich sieht. Eine berühmte Version des Mortuary Swords ist in den Sammlungen der Royal Armouries erhalten. Dieses Schwert war vermutlich Eigentum des 1. Lord Protector von England, Sir Oliver Cromwell. Die Mortuary Swords wurden etwa 1670 aus dem Dienst genommen und durch Nachfolgemodelle ersetzt.